# Thioketene
| Thioketene                                                                  |
| Allgemeine Struktur der Thioketene mit der blau markierten Thioketengruppe. |
| Struktur der Stammverbindung Thioketen                                      |

Thioketene sind eine Gruppe organisch-chemischer Verbindungen mit der allgemeinen Formel R1R2C=C=S, wobei R1 und R2 beliebige Reste sein können. Thioketen (Thioethenon) ist der einfachste Vertreter dieser Stoffgruppe mit der Formel CH2=C=S. Thioketene sind sehr reaktiv, also instabil und deshalb bisher wenig experimentell untersucht worden.

## Herstellung von Thioketenen
Thioketene sind durch Pyrolyse von 1,2,3-Thiadiazolen zugänglich.